# Gabrielle Richet
Pour les articles homonymes, voir Richet.
Gabrielle Richet, née le 14 août 1884 et morte le 16 mars 1924 à Lessines, est une infirmière belge active dans le service de renseignement durant la Première Guerre mondiale. Arrêtée et emprisonnée, elle meurt une dizaine d'années après la guerre des suites des mauvais traitements qu'elle a subis.

## Biographie
Gabrielle Marceline M. Sér. Richet naît le 14 août 1884 à Lessines. Son père est le conseiller communal puis échevin de l'instruction publique socialiste, Louis Richet (1863-1925) et sa mère Marie Missante (1868-1946). Elle a un frère et deux sœurs.
Elle fait des études d'infirmière et travaille à l’Hôpital Saint Jean à Bruxelles. 
Lorsque la guerre éclate, elle essaie de rejoindre l'armée du roi Albert Ier derrière l'Yser depuis les Pays-Bas mais on lui demande de rejoindre plutôt le service d'espionnage, ce qu'elle accepte.
Elle retourne alors en Belgique et pendant cinq mois fournit des renseignements sur l’occupant concernant les troupes, les chemins de fer, les dépôts de munitions ou encore les usines travaillant pour l’armée allemande.
En octobre 1916, à la suite de l'arrestation du responsable de son réseau, plusieurs membres dont Gabrielle Richet, sont identifiés. Elle est arrêtée le 26 novembre 1916 et incarcérée à la prison de Saint-Gilles. Huit mois après, son procès a lieu à Anvers : elle est condamnée à dix ans de travaux forcés en Allemagne. Dix neufs de ses co-inculpés sont condamnés à mort. Elle est transférée le 21 juillet à la prison de Siegburg où les conditions de détentions sont particulièrement dures puis à celle de Delitzsch. Le 10 novembre 1918, des fusiliers marins révolutionnaires allemands libèrent tous les prisonniers.
Elle meurt le 16 mars 1924, probablement d'une tuberculose contractée en détention.
Des funérailles grandioses sont organisées à Lessines et des fonds sont récoltés pour lui ériger un monument.

## Hommage
Après sa mort son nom est donné à une rue de Lessines, la chaussée Gabrielle Richet.
A l'occasion du centième anniversaire de l'armistice, la Bibliothèque et le Cercle de Généalogie de Lessines organisent l'exposition "Ces héroïnes de l'ombre durant la Grande Guerre" et éditent plusieurs fascicules qui lui rendent hommage, parmi d'autres résistantes et la poste belge édite un timbre à son effigie.